# الجدة د
الجدة دي (بالإنجليزية: Doris Haddock)‏ بالإنجليزية:  Granny D الاسم الأصلي: ايثيل دوريس رولنز، مولودة في 24 يناير ،1910 هي سياسية أمريكية ليبرالية وناشط سياسية من ولاية نيوهامبشير. سارت في جميع أنحاء الولايات المتحدة في عام 1999 بهدف الدعوة إلى حملة اصلاح المالية في عام 2004.

## وصلات خارجية
- دوريس هادوك على موقع IMDb (الإنجليزية)
- الموقع الرسمي